# مسجد المجاهدين (سلاغور)
مسجد المجاهدين (بالملايو: Masjid Al Mujaheddin ) هو مسجد يقع في دامنسارا أوتاما في أقليم سلاغور في ماليزيا، يقع المسجد بالقرب من دوار دامنسارا أوتاما حيث يوجد دامنسارا أبتاون، مسجد المجاهدين هو أكثر من مجرد مكان للعبادة، فهو يخدم المجمع بشتى الطرق، وهناك مدرسة إسلامية توجد في المسجد .

## وصلات خارجية
- موقع مسجد المجاهدين على الخريطة
- صورة مسجد المجاهدين